# Cimitero di San Michele (Cagliari)
Il cimitero di San Michele si trova a Cagliari, in piazza dei Castellani, nel quartiere San Michele.
Il cimitero, ideato negli anni 30 del XX secolo, nacque per integrare il camposanto ottocentesco di Bonaria, che fra l'altro sorgeva in una zona ormai densamente urbanizzata. Il progetto del San Michele, al quale collaborò l'architetto Cesare Valle, si deve all'Ufficio tecnico comunale. La prima versione del progetto risale al 1933 e la definitiva, dell'anno successivo, venne poi realizzata in maniera non del tutto fedele. Il cimitero venne inaugurato nel 1940. Tra i primi defunti ad esservi tumulati vi furono i diversi caduti, sia civili che militari, della seconda guerra mondiale.
Il cimitero si sviluppa su una vasta area quadrangolare. Su piazza dei Castellani si affaccia il famedio, un'alta struttura coperta da cupola semisferica bizantineggiante, raccordato ai due avancorpi laterali (che ospitano gli uffici e camere mortuarie) tramite porticati retti da pilastri di travertino. In travertino è anche lo zoccolo del famedio e degli avancorpi, mentre i prospetti sono in trachite di Serrenti. All'interno del cimitero, in asse col famedio, si trova il viale centrale, in lieve salita e intervallato a tratti da scalinate, che conduce alla cappella. Quest'ultima, in stile razionalista, ospita all'interno una grande tela raffigurante la Resurrezione di Cristo (1990), opera di Gigi Camedda.
Nel cimitero si trova il sacrario dedicato alla memoria dei soldati caduti durante la seconda guerra mondiale, caratterizzato da una struttura tronco conica con paramento in pietra a vista, simile a un nuraghe. Inoltre, attorno al sacrario, trovano posto le aree in cui sono ospitate sepolture di soldati inglesi e tedeschi. I caduti civili dei bombardamenti su Cagliari del 1943 sono invece commemorate da un moderno monumento detto Albero della vita.
Tra le personalità sepolte a San Michele si ricordano: Giuseppe Brotzu, Armando Corona,  Francesco Cocco Ortu, Enrico Endrich, Paolo De Magistris, Giovanni Battista Melis, Salvatore Ferrara, Antonio Follese, Giuseppe Asquer, Gavino Dessì Deliperi, Mario Palomba, Giuseppe Peretti, Sergio Atzeni, Bachisio Scarpa, Andrea Arrica, Ghigo Solinas, Mario Mameli , Giusy Devinu, Mariano Delogu, Agostino Castelli, Emanuele Sanna, Tito Stagno, Nenè e Mario Martiradonna.